# Fa-Hsien
Fa-Hsien sau Fa-Sian (n. 340 d.Hr., Xiangyuan County⁠(d), Shanxi, Republica Populară Chineză – d. 422 d.Hr., Nanjing, Liu Song dynasty⁠(d)) a fost al doilea mare călător chinez, după Chang Ch'ien, care în anii 399-414 parcurge o mare parte din Asia Centrală și sudică (Gobi, Afganistan, Hindukuș, India, Ceilon și Djawa (Java) cu scopul principal de a studia manuscrisele budiste din India. În lucrarea Însemnări despre vizitarea țărilor budiste se găsesc informații despre natura, populațiile și orașele din aceste ținuturi.